# Lemurinae
I Lemurinae sono una sottofamiglia di lemuridi malgasci.
La sottofamiglia comprende le specie di lemure più tipiche dell'immaginario collettivo, come il catta ed il vari

## Descrizione
Si tratta di animali di media taglia, dal muso volpino ed i grandi occhi da gatto, con pupilla verticale. Le orecchie sono spesso ricoperte di pelo che forma un pennacchio più o meno evidente a seconda della specie. La coda è lunga almeno quanto il corpo, e pur non essendo prensile viene portata spesso eretta a guisa di asta: il folklore malgascio vuole che, quando l'animale è incuriosito od interdetto, pieghi la coda a mo' di punto interrogativo.

Le quattro zampe hanno all'incirca la stessa lunghezza (quelle posteriori sono leggermente più lunghe di quelle anteriori) e sono dotate di mani dal pollice opponibile.

## Biologia
Questi animali vivono in gruppi di una decina d'individui al massimo: hanno inoltre abitudini semiarboricole, ossia, pur essendo ottimi scalatori, passano comunque più o meno tempo (a seconda della specie) al suolo:. I catta possono essere definiti i lemuri più "terricoli" attualmente esistenti, salendo sugli alberi solo per dormire di notte o per fuggire da un pericolo.

Tutti gli appartenenti alla sottofamiglia, a dispetto della forma degli occhi, che farebbe pensare ad animali prettamente notturni, hanno in realtà periodi di attività inframezzati da periodi di riposo, durante tutto l'arco delle ventiquattr'ore: questo peculiare comportamento è definito catemeria ed è con buona probabilità influenzato, per quanto concerne la parte notturna dell'attività, dalla luce lunare.

## Tassonomia
Alla sottofamiglia vengono ascritte 14 specie raggruppate in 3 generi, vale a dire i 2/3 circa delle specie totali ascritte alla famiglia Lemuridae: le restanti cinque specie costituiscono la sottofamiglia degli Hapalemurinae. È da precisare, tuttavia, che gran parte delle specie ascritte alla sottofamiglia sono state recentemente ottenute per scorporo dalla specie Eulemur fulvus, della quale venivano considerate sottospecie.
Lemuriformes
- Famiglia Lemuridae
  - Sottofamiglia Lemurinae
    - Genere Lemur (1 specie)
    - Genere Eulemur (11 specie)
    - Genere Varecia (2 specie)